# بوب برنس
بوب برنس (بالإنجليزية: Bob Prince)‏ هو مقدم برامج إذاعية أمريكي، ولد في 1 يوليو 1916 في لوس أنجلوس في الولايات المتحدة، وتوفي في 10 يونيو 1985 في بيتسبرغ في الولايات المتحدة بسبب سرطان الفم.

## وصلات خارجية
- بوب برنس على موقع جمعية أبحاث البيسبول الأمريكية (الإنجليزية)